# 酒石獅子魚
酒石獅子魚，為輻鰭魚綱鮋形目杜父魚亞目獅子魚科的其中一種，分布於西北太平洋的日本海彼得大帝湾海域，為底棲性魚類，體長可達7公分，屬肉食性，生活習性不明。

## 擴展閱讀
維基物種上的相關：酒石獅子魚